# ⱺ
La o con anillo bajo interior (escrita ⱺ) es un carácter fonético del Alfabeto de Dialectos Suecos (Landsmålsalfabetet) un alfabeto fonético utilizado para la transcripción de los diferentes dialectos de Suecia.
Se utiliza para representar una vocal posterior redondeada /o̞/.

## Unicode
| Carácter      | ⱺ                                         | ⱺ                                         |
| ------------- | ----------------------------------------- | ----------------------------------------- |
| Unicode       | LATIN SMALL LETTER O WITH LOW RING INSIDE | LATIN SMALL LETTER O WITH LOW RING INSIDE |
| Codificación  | decimal                                   | hex                                       |
| Unicode       | 11386                                     | U+2C7A                                    |
| UTF-8         | 226 177 186                               | E2 B1 BA                                  |
| Ref. numérica | &#11386;                                  | &#x2C7A;                                  |